# Animale
«Animale» es una canción realizada por el DJ y productor holandés Don Diablo, en colaboración de la banda canadiense de electropop Dragonette. Fue lanzada como sencillo el 25 de octubre de 2010.

## Video musical
Muestra a una pareja de jóvenes adicta a los cítricos, y contiene una cierta temática a las drogas ilegales.
En 2011, gracias al polémico video musical, no solo resultó un éxito radial, sino también causó sensación en YouTube y también fue nominado a "Mejor Video del Año" en los Premios TMF y nominado en la categoría de "Mejor Artista Dance" en los premios anuales 3FM.

## Listado de canciones
| CD, Single, Enhanced |                                |          |  |
| N.º                  | Título                         | Duración |  |
| 1.                   | «Animale» (Radio Edit Short)   | 3:21     |  |
| 2.                   | «Animale» (VIP Mix)            | 3:28     |  |
| 3.                   | «Animale» (Extended Dub)       | 4:54     |  |
| 4.                   | «Animale» (Skitzofrenix Remix) | 6:16     |  |
| 5.                   | «Animale» (Oliver Remix)       | 5:50     |  |
| 6.                   | «Animale» (TWR72 Remix)        | 6:17     |  |

| Descarga Digital |                                       |          |  |
| N.º              | Título                                | Duración |  |
| 1.               | «Animale» (MYNC Ate My Hamster Remix) | 7:20     |  |
| 2.               | «Animale» (Dan Castro Terrace Mix)    | 6:52     |  |
| 3.               | «Animale» (French Government Remix)   | 6:56     |  |
| 4.               | «Animale» (The Prototypes Remix)      | 4:53     |  |

## Posicionamiento en listas
| Lista (2010)                                | Mejor posición |
| ------------------------------------------- | -------------- |
| Bélgica (Flandes) (Ultratip Bubbling Under) | 2              |
| Países Bajos (Mega Single Top 100)          | 33             |